# Ascalenia callynella
Ascalenia callynella is een vlinder uit de familie prachtmotten (Cosmopterigidae). De wetenschappelijke naam van deze soort werd voor het eerst geldig gepubliceerd in 1968 door Kasy.
De soort komt voor in tropisch Afrika.